# Celso Costantini
Celso Benigno Luigi Costantini (Castions di Zoppola, 3 de abril de 1876–Roma, 17 de octubre de 1958) fue un cardenal de la Iglesia católica italiano, miembro de varios discasterios de la curia Romana, delegado apostólico en China y fundador de la Congregación de los Discípulos del Señor.

## Biografía

### Formación
Celso Benigno nació en Castions di Zoppola, el 3 de abril de 1876, en la Provincia de Pordenone (Italia). 
Ingresó al Seminario de Portogruaro. Terminó sus estudios de Filosofía en la Pontificia Academia de Santo Tomás de Aquino en 1899. 

### Sacerdocio
Fue ordenado sacerdote en Portogruaro el 23 de diciembre de ese mismo año. Su primer ministerio lo desempeñó como párroco de Rorai Grande y luego de la parroquia de Aquileia. En 1918 fue nombrado vicario general de la diócesis de Concordia y en 1920, administrador apostólico de Rijeka (Croacia).

### Episcopado
El 22 de julio de 1921 fue nombrado obispo titular de Hierapolis de Frigia. El 12 de agosto de 1922 fue nombrado delegado apostólico de China, siendo el primero ante ese país. El 9 de septiembre de ese mismo año fue nombrado arzobispo titular de Teodosiopoli de Arcadia. Durante su trabajo diplomático en China convocó el primer Concilio Plenario en Shanghái, en el cual fue proclamada Nuestra Señora de Sheshan patrona y protectora de China. Gracias a su trabajo por las vocaciones nativas fueron consagrados los primeros obispos chinos en 1926 y fundó el primer instituto de vida religiosa nacido en ese país, la Congregación de los Discípulos del Señor, con la ayuda de los misioneros redentoristas españoles.
En 1935 regresó a Italia, donde fue nombrado secretario de la Congregación de Propaganda Fide y rector de la Pontificia Universidad Urbaniana.

### Cardenalato
El papa Pío XII lo elevó a la dignidad cardenalicia el 12 de enero de 1953. 

### Fallecimiento
Falleció el 17 de octubre de 1958 en Roma.

## Culto
El 30 de septiembre de 2016, la Conferencia Episcopal Triveneta aprobó la introducción de la causa para su beaticación, la cual, fue oficialmente abierta el 17 de octubre de 2017, en la catedral de San Esteban de Concordia Sagittaria. Razón por la cual, en la Iglesia católica es considerado siervo de Dios.